# Groupe Sampo
Pour les articles homonymes, voir Sampo.
Le groupe Sampo est un groupe d'entreprises finlandaises spécialisées dans les assurances et les services financiers.
Elle a son siège à Helsinki, où elle est également cotée en bourse.

## Histoire
En août 2020, Sampo annonce l'acquisition d'une participation de 70 % dans Hastings, un assureur auto britannique, pour 1,66 milliard de livres.
En septembre 2021, Sampo annonce la vente pour 745 millions d'euros d'une participation de 1,8 % de Nordea, sa participation totale passant à 10,1 %, après avoir vendu également une participation de 4 % de Nordea en mai 2021, pour 1,7 milliard d'euros. En octobre 2021, cette même participation passe à 6,1 %

## Activité
Sampo est actif dans les pays nordiques et les pays baltes.

## Actionnariat
Sampo a deux catégories d'actions A et B.
Les actions de catégorie A sont inscrites à la bourse d'Helsinki.
Les actions de catégorie B sont possédées par la compagnie d'assurances Kaleva,.
Les principaux porteurs d'actions au 30 septembre 2018 sont :
| Propriétaire                          | Nombre     | %       |
| ------------------------------------- | ---------- | ------- |
| 1. Solidium                           | 56 057 360 | 10,09 % |
| 2. Varma                              | 22 248 420 | 4,01 %  |
| 3. Ilmarinen                          | 4 033 393  | 0,73 %  |
| 4. Fonds de pension d'État finlandais | 3 900 000  | 0,70 %  |
| 5. Kaleva (assurances)                | 2 672 719  | 0,48 %  |